# Marosffy Orsolya
Marosffy Orsolya, Nagy Orsolya (Budapest, 1972. június 5.– ) magyar tájfutó, tájkerékpáros, hegyikerékpáros, sífutó és sítájfutó. Azon kevés magyar sportolók közé tartozik, akik két különböző tájékozódási sportszakág világbajnokságain is érmet tudtak szerezni.

## Sportkarrierje

### Tájfutóként
1984-ben kezdett versenyszerűen tájfutni az Orvosegyetem Sport Club versenyzőjeként. Később az érdeklődése a tájékozódási futás mellett egyre inkább más hasonló sportágak, mint a tájkerékpározás, a sífutás és a sítájfutás felé fordult.

### Tájkerékpárosként
Először 1999-ben lett a rövid távú tájkerékpározás magyar bajnoka az OSC színeiben, majd 2002-ben és 2003-ban is megszerezte ugyanezt a címet. 2012-ben szeniorként harmadik helyezést szerzett a hosszú távú tájkerékpáros világbajnokságon.

### Sítájfutóként
A sítájfutás sportágában 2001-ben szerzett először magyar bajnoki címet középtávon, majd 2003-2005 között mindhárom évben váltóban szerzett bajnoki címet, csapattársával, Füzy Annával közösen. 2008-ban hosszútávon, középtávon, rövidtávon, valamint (Füzy Annával párban) váltóban is övé lett a bajnoki cím. 2008-ban a Svájcban rendezett sítájfutó világbajnokságon kategóriájában 3. helyezést ért el; 2008-ban ő lett Magyarországon az év sítájfutója.

### Sífutóként
2006-ban, majd 2008-ban is teljesítette a Svédországban 1922 óta évente megrendezett, Vasa-futás nevű 90 kilométeres klasszikus stílusú sífutó versenyt is, 7 óra 35 perc 51 másodperces ideje a versenyt eddig teljesítő magyar versenyzők közül a legjobb női eredmény volt, egyben a verseny 198. helyére volt elegendő. Részt vett a 2009-ben Liberecben, illetve 2011-ben Oslóban rendezett sífutó világbajnokságokon is.

### Hegyikerékpárosként
Jelenleg főként különféle hegyikerékpáros versenyeken indul, a Száguldó Virágok elnevezésű, kizárólag nőkből álló hegyikerékpáros csapat versenyzőjeként.

## Magánélete
A Toldy Ferenc Gimnáziumban érettségizett, majd a Kertészeti és Élelmiszeripari Egyetem Kertészeti Karán kertészmérnöki diplomát szerzett. A kerékpáros és futósportok mellett szívesen kajakozik is, néha tengeri kajakos versenyeken is elindul.